# Verzenay
Verzenay és un municipi francès, situat al departament del Marne i a la regió del Gran Est. L'any 2007 tenia 1.076 habitants.

## Demografia

### Població
El 2007 la població de fet de Verzenay era de 1.076 persones. Hi havia 404 famílies, de les quals 96 eren unipersonals (36 homes vivint sols i 60 dones vivint soles), 132 parelles sense fills, 148 parelles amb fills i 28 famílies monoparentals amb fills.
La població ha evolucionat segons el següent gràfic:
Habitants censats

### Habitatges
El 2007 hi havia 465 habitatges, 406 eren l'habitatge principal de la família, 13 eren segones residències i 46 estaven desocupats. 441 eren cases i 24 eren apartaments. Dels 406 habitatges principals, 316 estaven ocupats pels seus propietaris, 67 estaven llogats i ocupats pels llogaters i 23 estaven cedits a títol gratuït; 1 tenia una cambra, 5 en tenien dues, 41 en tenien tres, 90 en tenien quatre i 269 en tenien cinc o més. 291 habitatges disposaven pel capbaix d'una plaça de pàrquing. A 191 habitatges hi havia un automòbil i a 170 n'hi havia dos o més.

### Piràmide de població
La piràmide de població per edats i sexe el 2009 era:
| Homes | Edats   | Dones |
| ----- | ------- | ----- |
| 0     | 95 o +  | 0     |
| 12    | 90 a 94 | 20    |
| 4     | 85 a 89 | 28    |
| 4     | 80 a 84 | 12    |
| 16    | 75 a 79 | 52    |
| 20    | 70 a 74 | 28    |
| 28    | 65 a 69 | 32    |
| 24    | 60 a 64 | 24    |
| 8     | 55 a 59 | 36    |
| 52    | 50 a 54 | 24    |
| 36    | 45 a 49 | 28    |
| 32    | 40 a 44 | 16    |
| 40    | 35 a 39 | 40    |
| 52    | 30 a 34 | 52    |
| 36    | 25 a 29 | 36    |
| 32    | 20 a 24 | 12    |
| 32    | 15 a 19 | 12    |
| 36    | 10 a 14 | 28    |
| 32    | 5 a 9   | 32    |
| 16    | 0 a 4   | 32    |

## Economia
El 2007 la població en edat de treballar era de 627 persones, 498 eren actives i 129 eren inactives. De les 498 persones actives 480 estaven ocupades (265 homes i 215 dones) i 18 estaven aturades (11 homes i 7 dones). De les 129 persones inactives 50 estaven jubilades, 56 estaven estudiant i 23 estaven classificades com a «altres inactius».

### Ingressos
El 2009 a Verzenay hi havia 404 unitats fiscals que integraven 969,5 persones, la mediana anual d'ingressos fiscals per persona era de 24.353 €.

### Activitats econòmiques
Dels 52 establiments que hi havia el 2007, 3 eren d'empreses extractives, 11 d'empreses alimentàries, 1 d'una empresa de fabricació d'altres productes industrials, 3 d'empreses de construcció, 10 d'empreses de comerç i reparació d'automòbils, 4 d'empreses de transport, 2 d'empreses d'hostatgeria i restauració, 2 d'empreses financeres, 7 d'empreses de serveis, 7 d'entitats de l'administració pública i 2 d'empreses classificades com a «altres activitats de serveis».
Dels 5 establiments de servei als particulars que hi havia el 2009, 1 era una oficina de correu, 2 paletes, 1 fusteria i 1 perruqueria.
Dels 2 establiments comercials que hi havia el 2009, 1 era una botiga de més de 120 m² i 1 una botiga de menys de 120 m².
L'any 2000 a Verzenay hi havia 163 explotacions agrícoles que ocupaven un total de 539 hectàrees.

## Equipaments sanitaris i escolars
L'únic equipament sanitari que hi havia el 2009 era una farmàcia.
El 2009 hi havia 1 escola maternal i 1 escola elemental.

## Poblacions més properes
El següent diagrama mostra les poblacions més properes.